# Euryphagus maxillosus
Euryphagus maxillosus là một loài bọ cánh cứng trong họ Cerambycidae.